# Oiran Girl
Oiran Girl (おいらんガール?) è un manga ad ambientazione storica disegnato da Wataru Hibiki. La vicenda è stata pubblicata dal 2009 al 2012 sulla rivista LaLa di Hakusensha e poi raccolta in cinque volumetti tankōbon.

## Trama
La vicenda è ambientata durante l'epoca Edo, la protagonista è Tsubaki, figlia di un facoltoso mercante che, dopo la perdita delle fortune di famiglia in un incendio, viene venduta come prostituta a Yoshiwara, il quartiere a luci rosse di Tokyo, contro la sua volontà. Anche Shin, servitore della famiglia e suo amico d'infanzia le volta le spalle senza aiutarla. Tsubaki, animata dal desiderio di rivalsa verso Shin e gli altri, decide di diventare la migliore delle cortigiane per sfruttare la propria influenza e il proprio fascino nel suo piano di vendetta e si dedica all'apprendimento e alla cura di sé, ma Takao la sua "onee-sama" (una oiran più adulta ed esperta che ha in carico la sua educazione trasmettendole la propria esperienza), la tiene d'occhio, non fidandosi di lei.